# King Arthur: Legend of the Sword
King Arthur: Legend of the Sword ist ein Fantasyfilm von Guy Ritchie aus dem Jahr 2017. Der Film mit Charlie Hunnam in der Titelrolle als King Arthur kam am 11. Mai 2017 in die deutschen Kinos und einen Tag später in die US-Kinos.

## Handlung
Im Britannien des  5. Jahrhunderts leben Menschen und Magier in Frieden zusammen, bis zum Aufstieg des Magiers Mordred. Sein Ziel ist die Burg Camelot. Mordred greift mit Feuerbällen, riesigen Kriegselefanten und einer Armee Camelot an, doch König Uther besiegt die Angreifer mit dem magischen Schwert Excalibur. Er wird danach allerdings von seinem eifersüchtigen Bruder Vortigern verraten. Während der König versucht, seine Frau und seinen Sohn Arthur per Boot entkommen zu lassen, tötet Vortigern Uthers Frau mit einem Speerwurf und anschließend den König.
Viele Jahre später: Aus Arthur, der von drei Prostituierten erzogen wurde, ist ein gerissener Mann und mit allen Wassern gewaschener Überlebenskünstler geworden, während Vortigern seine Schreckensherrschaft festigt. Arthur weiß nichts mehr von seiner Vergangenheit, doch als er eines Tages das Schwert Excalibur aus einem Stein zieht, erfährt er von seiner königlichen Herkunft und hat Visionen von der Nacht, in der seine Mutter starb. Arthur wird beim Herausziehen des Schwertes ohnmächtig und befindet sich nun in der Hand Vortigerns. Dieser will ihn dazu zwingen, sich widerstandslos vor dem Volk köpfen zu lassen, um dem Volk seine Macht zu demonstrieren.
Die junge Magierin Mage und einige Rebellen verhelfen Arthur jedoch zur Flucht. Um den Tyrannen zu stürzen, schließt sich Arthur zunächst widerwillig der Rebellion an, zu der auch die mysteriöse Mage gehört. Diese stellt fest, dass Arthur sich innerlich gegen das Schwert wehrt, weshalb er bei der Nutzung ohnmächtig wird. Damit Arthur Excalibur und damit seine Herkunft akzeptiert, bringt ihn die Magierin in den Darklands mithilfe von Visionen an seine Grenzen. Arthur erfährt dabei endlich, was mit seinen Eltern geschah: Nach dem Mord an seiner Mutter tötete der durch schwarze Magie gestärkte Vortigern auch König Uther. Excalibur blieb im Körper des Königs stecken, welcher sich in einen Stein verwandelte und auf den Grund des Wassers sank. Arthur erfährt von der Magierin, dass Vortigern damals heimlich ein Bündnis mit Mordred einging, da er seinem Bruder den Thron neidete. Mordred hinterging die mit Uther verbündeten Magier und entfesselte die schwarze Magie, mit deren Hilfe er Uther angriff. Der Magier Merlin stahl daraufhin Mordreds Stab, zerstörte den magischen Turm, aus dem Mordred seine Macht bezog, erschuf aus dem Stab das Schwert Excalibur und verknüpfte es mit der Blutlinie Uther Pendragons.
Um seine Familie zu rächen, ist Arthur nun bereit, sich gegen Vortigern zu stellen und die Vollendung des magischen Turms bei Camelot, der Vortigern die gleiche Macht wie einst Mordred verleihen würde, zu verhindern. Gemeinsam mit Arthurs Freunden und den Rebellen versuchen sie, den Tyrannen mit einem Attentat in Londinium zu ermorden, was aber misslingt, da die Verbündete der Rebellen an Vortigerns Hof von diesem durchschaut worden war und Vortigern den Rebellen nun eine Falle stellt.
Auf der Flucht vor den Soldaten Vortigerns bekommt Arthur Hilfe von früheren Freunden, droht aber trotzdem gegen die Übermacht an Feinden zu verlieren. Im letzten Moment ergreift Arthur Excalibur mit beiden Händen, was er bisher wegen der für ihn schmerzhaften Visionen aus der Vergangenheit vermieden hat, und besiegt die Soldaten. Viele aus dem Volk haben das mitbekommen und beschließen nun, gegen Vortigern zu rebellieren. Arthur kann mit den meisten seiner Freunde fliehen, während Vortigern den Widerstand in der Stadt blutig niederschlägt.
Nach der erfolgreichen Flucht wirft Arthur, angewidert von den vielen persönlichen Verlusten, Excalibur ins Wasser und flieht. Die Herrin vom See übergibt es ihm jedoch erneut, zusammen mit einer Vision von Vortigerns zukünftiger Schreckensherrschaft, die verhindert werden muss. Arthur kehrt nun zu seinen Verbündeten zurück. Während die Rebellen unterwegs waren, hat Vortigern allerdings die Lage des Versteckes aus einem tödlich verletzten Rebellen herausgeholt und alle bis auf einen kleinen Jungen und Mage getötet. Im Austausch gegen Excalibur und das Versprechen, dass Arthur kommen wird, lässt Vortigern die Magierin frei. Diese hilft Arthur, als er nach Camelot zu seinem Onkel geht, indem sie eine Riesenschlange schickt. Diese tötet alle außer Vortigern und Arthur. Während Arthur gegen die Soldaten kämpft und ihm das Volk zu Hilfe eilt, tötet Vortigern seine eigene Tochter, um an Macht zu gewinnen. Im magischen Turm treffen Vortigern und Arthur aufeinander und Arthur erkennt, dass Vortigern ihn unwissentlich erst zu dem gemacht hat, der er ist, und besiegt Vortigern.
Nachdem der magische Turm kollabiert ist und die Toten begraben wurden, kündigt Arthur den Vertrag mit den Wikingern, denen von Vortigern 10.000 Jungen versprochen worden waren, damit sie ihn nicht mit ihren 3.000 Langschiffen angreifen. Er fordert stattdessen einen Kniefall von den Wikingern, den diese dann auch leisten. Vor Arthurs Krönung ernennen sich die Freunde untereinander zu Sirs und entsprechen somit der Legende von den Rittern der Tafelrunde.

## Produktion

### Entstehungsgeschichte
King Arthur: Legend of the Sword basiert nur lose auf der Artussage. Der Film war als Auftakt einer insgesamt sechsteiligen Reihe von Historien-Abenteuern geplant, die auf die Legende von König Arthur zurückgehen und in den folgenden Jahren in die Kinos kommen sollten. Joby Harold, der das Drehbuch zum Film schrieb, wurde zudem damit beauftragt, im Film Robin Hood: Origins auch die Ursprünge von Robin Hood filmisch zu überarbeiten. Dieser Film ist 2018 in den US-Kinos erschienen. Da beide Filme Misserfolge waren, sind aktuell keine weiteren geplant.

### Stab und Besetzung
Regie führte Guy Ritchie. Das Drehbuch stammt von Joby Harold. Zu seinem abermaligen Interesse am angelsächsischen Kulturgut sagte Ritchie: „Ich bin Engländer: Ich wuchs mit King Arthur und Sherlock Holmes auf. Das ist fest mit mir verbunden.“
Ursprünglich sollte Idris Elba im Film eine Merlin-ähnliche Figur verkörpern, die King Arthur trainiert und ihm als Mentor dient. Später war er zudem als Antagonist im Gespräch, jedoch bekam Jude Law schließlich die Rolle. Charlie Hunnam wurde gemäß Ritchies Wahl in der Hauptrolle des King Arthur besetzt, während Elizabeth Olsen über Gespräche als mögliche Hauptdarstellerin nicht hinaus kam. Am 18. September wurde die Besetzung mit Àstrid Bergès-Frisbey bekannt. Die französische Schauspielerin übernahm die Rolle der schönen Magierin Mage, aus der später einmal Arthurs Ehefrau Guinevere werden wird. Am 11. Februar 2015 trat Eric Bana dem Cast bei; er verkörpert den Vater von Arthur, König Uther Pendragon. Als weitere Antagonistenrolle wurde am 6. März 2015 Mikael Persbrandt bestätigt. Djimon Hounsou übernahm die Rolle von Sir Bedivere, und Craig McGinlay spielt Percival. Im Film hat auch David Beckham eine Rolle, der mit Ritchie bereits im Film Codename U.N.C.L.E. zusammengearbeitet hatte. Er hat einen kurzen Auftritt als Anführer einer Schergentruppe namens Blacklegs und trägt daher im Film eine schwarze Rüstung.

### Dreharbeiten, Ausstattung und Kostüme

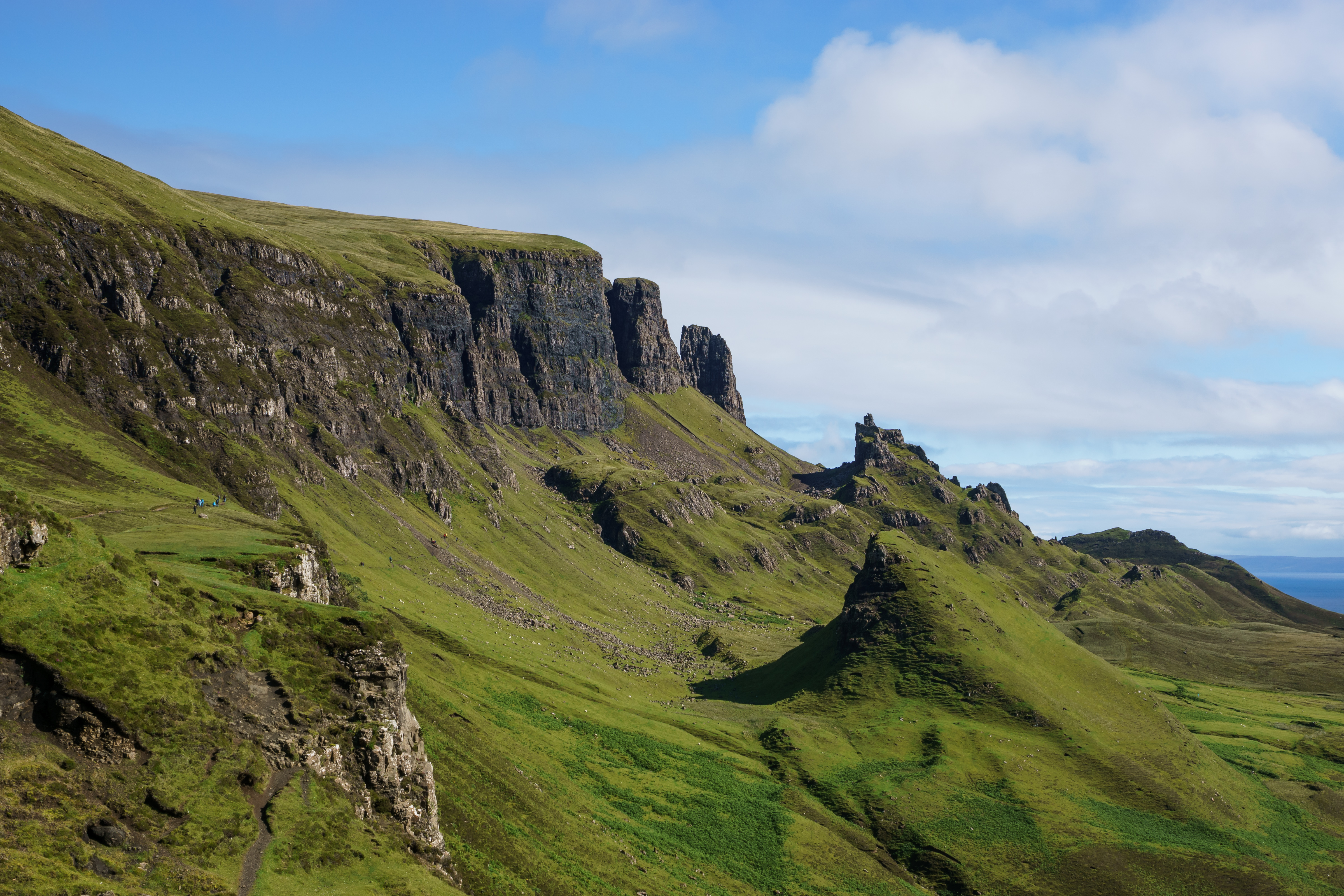
Der Quiraing auf der Isle of Skye war einer der Drehorte des Films

Im Februar 2015 wurden Filmaufnahmen im Windsor Great Park getätigt, ab 2. März 2015 im Norden von Wales. Im April 2015 wurden die Dreharbeiten in Conwy und dem dort gelegenen Snowdonia weitergeführt, der für seine Berge und Geröllfelder bekannt ist. Im weiteren Verlauf drehte man am Tryfan und Nant Gwynant in der Nähe von Beddgelert und Capel Curig. Anfang Juli 2015 fanden Dreharbeiten in der Gegend um Shieldaig, am Loch Torridon und auf der Applecross-Halbinsel in Ross-shire an der Westküste Schottlands statt. Einen Tag lang tätigte man Aufnahmen im Quiraing, einer geologischen Formation auf der Ostseite des nördlichsten Gipfels von Trotternish auf der Isle of Skye. Die Isle of Skye ist eine der größten der 780 Inseln Schottlands, und auf der 1.656 Quadratkilometer großen Insel leben nur rund 10.000 Menschen. Dort hatten bereits die Dreharbeiten zu Filmen wie Snow White and the Huntsman und Prometheus – Dunkle Zeichen stattgefunden. Die Locationmanagerin Amanda Stevens sagte: „Wir waren auf der Suche nach einem magischen Ort, um die Darklands darzustellen, ein mythischer Ort, wo Arthur zum Mann wird.“ Die zerklüftete Küstenlinie, die aus Klippen, Stränden und Seen besteht, und das bergige Inselinnere machten die Isle of Skye zu einem der schönsten Orte der Welt, abseits jeglicher Zeichen der Moderne, so Stevens. Weitere Aufnahmen fanden in den Leavesden Studios in England statt.
Für die Bauten und Gewänder des Films waren Gemma Jackson und Annie Symons verantwortlich, die sich entschlossen hatten, alles einfach noch größer und bunter zu machen, als wir es kennen, so Andreas Kilb von der Frankfurter Allgemeinen Zeitung: „Sie haben die Burg Camelot zu einem Trumm aufgeblasen, gegen den der Tower von London das reinste Toilettenhäuschen ist, und dem verfallenen Londinium digitale Ausmaße verpasst, in die das Shakespearesche (ebenfalls digitale) London aus Roland Emmerichs Anonymus zweimal hineinpassen würde. Und sie haben ihre Königs-, Königinnen- und Bauerndarsteller in Gewänder gesteckt, die das echte Mittelalter vor Neid erblassen lassen müssten.“

### Sound Design und Filmmusik
Dominic Gibbs verantwortete das Sound Design und den Tonschnitt des Films. Die Filmmusik komponierte Daniel Pemberton, der für Ritchie bereits in gleicher Funktion beim Film Codename U.N.C.L.E. tätig war. Bei einem Stück wurde Pemberton von Gareth Williams unterstützt. Das Schlusslied des Films, das traditionelle The Wild Wild Berry, mit dem auch ein Trailer zum Film unterlegt war, wurde vom britischen Folksänger und Spezialisten für traditionelle Musik Sam Lee eingesungen und von Danny Cocke begleitet.

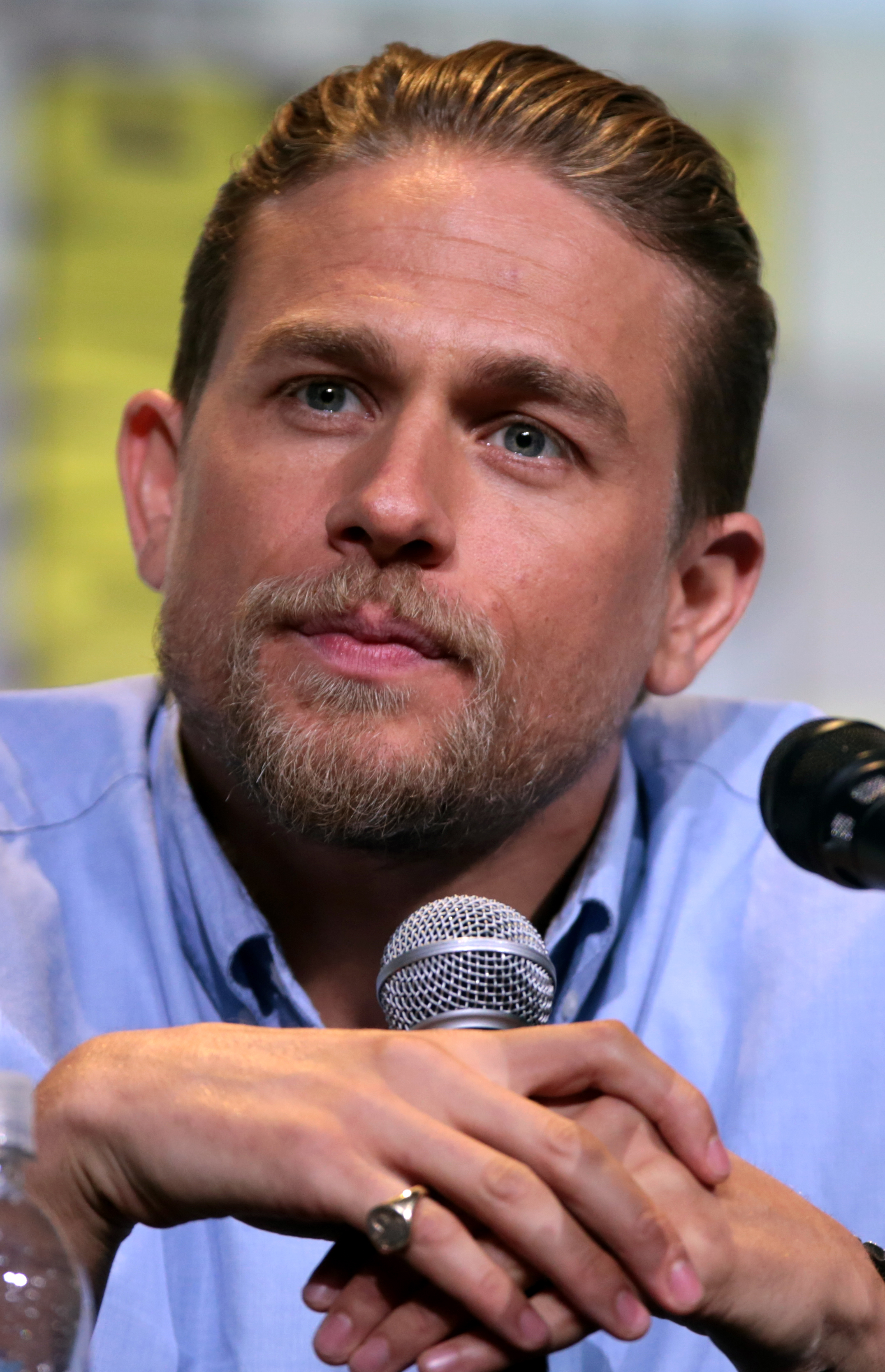
Charlie Hunnam verkörpert King Arthur, hier bei der Comic-Con 2016

Der Soundtrack zum Film umfasst 26 Titel. In der Deluxe Digital Version sind vier beziehungsweise sechs Bonustracks enthalten. Er wurde am 5. Mai 2017 von WaterTower Music in digitaler Version und am 12. Mai 2017 von Sony Classical als CD veröffentlicht. Am 19. Mai 2017 stieg der Soundtrack auf Platz 50 in die Soundtrack-Album-Charts im Vereinigten Königreich ein und befand sich dort in der Folgewoche auf Platz 17. Am 26. Mai 2017 stieg der Soundtrack auf Platz 12 in die US-amerikanischen Billboard-Soundtrack-Album-Charts ein.

### Marketing und Veröffentlichung
Charlie Hunnam besuchte die Comic-Con 2016 und beantwortete hier Fragen zum Film. Im Rahmen der Comic-Con wurde auch ein erster Trailer zum Film vorgestellt. Ein finaler Trailer wurde Anfang April 2017 veröffentlicht.
Ursprünglich sollte der Film am 22. Juli 2016 in die US-Kinos und am 4. August 2016 in die deutschen Kinos kommen. Im Dezember 2015 gab Warner Bros. bekannt, dass der Starttermin in den Vereinigten Staaten auf den 17. Februar 2017 und in Deutschland auf den 23. Februar 2017 verschoben wurde. Letztlich kam der Film erst am 11. Mai 2017 in die deutschen und am folgenden Tag in die US-Kinos. Am 12. Mai 2017 startete der Film ebenfalls in China.
Bereits am 2. Mai 2017 feierte der Film am Scotiabank Theatre in Toronto seine Premiere in Kanada. Seine offizielle Weltpremiere feierte der Film am 8. Mai 2017 in Hollywood. Am 12. Oktober 2017 wurde der Film von Warner Home Video als Blu-ray, Blu-ray 3D und Ultra HD Blu-ray veröffentlicht.

### Synchronisation
Die deutsche Synchronisation entstand nach einem Dialogbuch von Alexander Löwe und unter der Dialogregie von Axel Malzacher im Auftrag der FFS Film- & Fernseh-Synchron in Berlin.
| Rolle             | Schauspieler          | Synchronsprecher   |
| ----------------- | --------------------- | ------------------ |
| King Arthur       | Charlie Hunnam        | Björn Schalla      |
| Elsa              | Katie McGrath         | Katrin Fröhlich    |
| Vortigern         | Jude Law              | Florian Halm       |
| Maid Maggie       | Annabelle Wallis      | Luise Helm         |
| Uther Pendragon   | Eric Bana             | Benjamin Völz      |
| Goosefat Bill     | Aidan Gillen          | Alexander Brem     |
| Mage / Guinevere  | Àstrid Bergès-Frisbey | Julia Rosa Peer    |
| Sir Bedivere      | Djimon Hounsou        | Leon Boden         |
| Percival          | Craig McGinlay        | Tim Knauer         |
| George            | Tom Wu                | Fang Yu            |
| Kjartan           | Mikael Persbrandt     | Tilo Schmitz       |
| Syren 1           | Lorraine Bruce        | Martina Treger     |
| Syren 2           | Eline Powell          | Alice Bauer        |
| Syren 3           | Hermione Corfield     | Christin Quander   |
| Blackleg-Anführer | David Beckham         | Patrick Winczewski |
| Jack’s Eye        | Michael McElhatton    | Udo Schenk         |
| Rubio             | Freddie Fox           | Amadeus Strobl     |
| Igraine           | Poppy Delevingne      | Ilona Brokowski    |

## Rezeption

### Altersfreigabe
In Deutschland ist der Film FSK 12. In der Freigabebegründung heißt es: „Der Film ist rasant erzählt und weist zahlreiche monumentale Bilder und turbulente Kampf- und Schlachtenszenen auf, wobei er stets klar zwischen Gut und Böse unterscheidet. Auf Kinder unter 12 Jahren kann die Intensität der Actionszenen im Zusammenspiel mit dem Erzähltempo überfordernd und verstörend wirken. Doch ab 12-Jährige sind in der Lage, sich ausreichend zu distanzieren. Ihnen erleichtern das Gut-Böse-Schema, die deutliche Fiktionalität des Geschehens sowie die artifizielle Inszenierung die Verarbeitung.“

### Kritiken
Der Film konnte bislang 31 Prozent der Kritiker bei Rotten Tomatoes überzeugen. Die durchschnittliche Bewertung liegt bei 4,7/10.
Peter Zander von der Berliner Morgenpost sagt, der Arthur-Reboot sei nun ein klassischer Unterschichten-Underdog, wie die schrägen Typen aus Guy Ritchies frühen Erfolgen wie Bube, Dame, König, grAs oder Snatch, mit einem Anti-Helden, der sich mit allen Mitteln wehre, zu Höherem bestimmt zu sein: „Als Popcornkino funktioniert das ganz prächtig. King Arthur ist rasant geschnitten und mit rockigen Beats unterlegt. […] Ein paar drastische 3-D-Effekte gibt es auch. Der wahre Arthur-Fan muss dennoch öfter schlucken. Das alte Ritter-Streben nach wahrer Größe, edlen Tugenden und heldenhaften Taten findet hier jedenfalls nicht statt.“
Daniel Krüger vom Musikexpress spricht von einem falschen Aufbau für einen Actionfilm: „Ritchie nimmt die Artus-Sage und versucht sie mit einer Coolness zu überziehen, die diese überhaupt nicht nötig hat. Excalibur, Merlin, Mordred und der berühmte Stein haben die Jahrhunderte auch ohne die Jump Cuts, videospielartigen Kampfszenen und gigantischen Elefanten überlebt, die Ritchie der Geschichte nun hinzufügt.“ Noch bevor der Schriftzug des Films zu sehen sei, so Krüger, habe Ritchie sein gesamtes Repertoire an wilden Kamerafahrten, heroischen Figuren und Effekten aufgetischt. Die restlichen zwei Stunden hielten dann leider keinerlei Überraschungen in der Inszenierung bereit, so Krüger, ein Actionfilm sollte sich im besten Fall steigern, bei King Arthur verhalte es sich gegensätzlich.
Auch Andreas Kilb von der Frankfurter Allgemeinen Zeitung ist der Meinung, der Regisseur habe von der Legende genau das Bröckchen abgebrochen, mit dem man die Kinogemeinde für einen Fünf- oder Sechsteiler über Artus hätte anfüttern können: „In King Arthur wird mit allem gekämpft, was vor der Erfindung des Schießpulvers zur Hand war (und selbst Knallkörper haben rätselhafterweise im Himmel über Londinium ihren Auftritt), aber man spürt und sieht keinen Hauch von Schmerz.“
Patrick Heidmann von epd Film erklärt, da kaum ein Stoff so häufig von der Popkultur neu aufgekocht wurde wie die Artussage, sei es in gewisser Weise sehr konsequent, was Ritchie mit King Arthur macht: „Er erzählt den klassischen britischen Mythos nicht als Historien-, sondern als Guy Ritchie-Film. Warum auch nicht, wenn man als Regisseur schon eine Handschrift mit Wiedererkennungswert hat – und einen Stoff, der ohne eine gewisse Modernisierung niemanden mehr hinterm Ofen vorlocken würde?“ Der Film sei aber dennoch kein wirklich wildes, aufregendes Kino, so Heidmann.

### Einspielergebnis
Nach seinem Start erreichte der Film Platz 1 der Kino-Charts in Frankreich, im Vereinigten Königreich, Australien und Neuseeland. Die weltweiten Einnahmen aus Kinovorführungen beliefen sich auf 148,7 Millionen US-Dollar, wodurch der Film seine Produktionskosten in Höhe von rund 175 Millionen US-Dollar nicht einspielen konnte. In Deutschland verzeichnete der Film 514.554 Besucher.

### Ehrungen
Am 18. Dezember 2017 gab die Academy of Motion Picture Arts and Sciences bekannt, dass sich der aus dem Film
stammende Song The Devil & The Huntsman in einer Vorauswahl von 70 Liedern befand, aus der die Nominierungen in der Kategorie Bester Filmsong im Rahmen der Oscarverleihung 2018 bestimmt wurden. Am gleichen Tag gab die Academy bekannt, dass sich Daniel Pembertons Arbeit auf einer Shortlist befand, aus der die Nominierungen in der Kategorie Beste Filmmusik erfolgten.

## Fortsetzungen
Im Falle eines finanziellen Erfolgs plante Warner Bros. mehrere Fortsetzungen, die sich einzelner Elemente des Films bedienen. Geplant war ein sechs Projekte umfassendes Knights-Of-The-Roundtable-Filmuniversum.